# Juan Peralta
Juan Peralta Gascon (nascido em 17 de maio de 1990) é um ciclista espanhol. Participou nos Jogos Olímpicos de 2012, em Londres, onde terminou em décimo lugar na prova de keirin.